# Model ex post facto
Model ex post facto (EPF) (łac. ex post (facto) - po (fakcie)) – w metodologii badań psychologicznych jest to model badawczy stosowany do wyjaśnienia przyczyn zjawisk, które miały miejsce w przeszłości. Model ten dokonuje próby identyfikacji zmiennej niezależnej, której wpływ na zmienną zależną zaistniał do momentu rozpoczęcia badania, a więc nie był manipulowany przez badacza. 
EPF stosuje się głównie wtedy, kiedy z powodów etycznych lub technicznych niemożliwe jest przeprowadzenie badania według modelu eksperymentalnego.

## Model eksperymentalny a model EPF
Najważniejszym czynnikiem odróżniającym model ex post facto od modelu eksperymentalnego jest przedmiot badań: w modelu EPF są nim zjawiska, które miały miejsce w przeszłości, zaś w modelu eksperymentalnym - badany jest wpływ manipulacji eksperymentalnej na zmienną zależną.
Podstawową czynnością wykonywaną w modelu eksperymentalnym jest wywołanie obserwowalnych zmian zmiennej zależnej poprzez manipulację co najmniej jedną zmienną niezależną. Pozwala to badaczowi zaobserwować wpływ zmiennej niezależnej Xj na zmienną zależną Y. Model EPF nie daje takiej możliwości - ze względu na to, że wpływ zmiennej niezależnej na zmienną zależną miał już miejsce i jest czynnością dokonaną, manipulacje zmienną niezależną są wykluczone. Bezpośrednio wiąże się to też ze sposobem doboru osób badanych:, podczas gdy w modelu eksperymentalnym grupy wybierane są z uwzględnieniem zasad randomizacji, w modelu EPF konieczny jest celowy dobór grup według ustalonego kryterium.

## Dwa warianty modelu EPF
Opierając się na stopniu posiadanej przez badacza wiedzy dotyczącej zmiennej zależnej Y i jej uwarunkowań - w modelu EPF wyróżnia się dwa warianty badań:

### 2.1. Wariant eksploracyjny (EPF-E)
Wariant eksploracyjny modelu ex post facto znajduje swoje zastosowanie, gdy czynniki oddziałujące na zmienną zależną Y są nieznane. Za pomocą EPF-E badane są problemy istotnościowe, przyjmujące postać takich kwestii, jak: "Jakie zmienne niezależne są istotne dla danej zmiennej zależnej?".
Tok postępowania badawczego w przypadku EPF-E:
1. Operacjonalizacja zmiennej zależnej i dobór grup porównawczych.
2. Określenie populacji, na których będą prowadzone badania.
3. Opracowanie schematów wywiadów i systemu kodowania danych.
4. Analiza danych: odpowiedź na pytanie 1: "Czy wartość danego wskaźnika siły związku między zmiennymi Y i Xj przekracza wartość krytyczną ξ?".
5. Analiza danych: odpowiedź na pytanie 2: "Czy zależność Y od Xj jest zależnością rzeczywistą, a nie pozorną?".
6. Analiza danych: odpowiedź na pytanie 3: "Które ze zmiennych X1, ..., Xw należą do obrazu przestrzeni zmiennych istotnych dla zmiennej Y?".
7. Analiza danych: odpowiedź na pytanie 4: "Które ze zmiennych z O(Py) są bardziej, a które mniej ważne dla Y?".

### 2.2. Wariant konfirmacyjny (EPF-K)
W odróżnieniu od wariantu eksploracyjnego, w którym z grona zmiennych niezależnych wybiera się te, które mogą oddziaływać na zmienną zależną - w EPF-K badacz tworząc konkretne hipotezy skupia się na ostatecznym rozstrzygnięciu czy dana zmienna niezależna Xj jest zmienną istotną dla Y, czy też nie jest.
Tok postępowania badawczego w przypadku EPF-K:
1. Operacjonalizacja zmiennej zależnej i dobór grup porównawczych.
2. Określenie populacji, na których prowadzone będą badania.
3. Uszczegółowienie hipotezy badawczej.
4. Zoperacjonalizowanie hipotezy badawczej.
5. Analiza danych: odpowiedź na pytanie 1: "Czy dane kryterium Kj różnicuje grupy porównawcze, tzn. czy λY\Kj > ξ?".
6. Analiza danych: odpowiedź na pytanie 2: "Czy zależność Y od Xj jest zależnością rzeczywistą, a nie pozorną?".
7. Podjęcie decyzji dotyczącej hipotezy badawczej.

## Wady i zalety modelu EPF
Z uwagi na kontrowersje budzone przez model ex post facto w środowisku naukowym oraz liczne dyskusje nad dokładnością i rzetelnością EPF - powstały liczne publikacje szczegółowo omawiające ten temat. Jedna z najbardziej znanych w Polsce opinii dotyczących wad i zalet modelu EPF została zaproponowana przez polskiego psychologa J. Brzezińskiego:
Wady modelu EPF:
- Konieczność celowego doboru grup porównawczych, a więc brak randomizacji,
- brak możliwości manipulowania zmiennymi niezależnymi istotnymi,
- metody zbierania i opracowywania danych (wywiady i skale szacunkowe) wprowadzające dużą wariację błędu.

Zalety modelu EPF:
- Wygodna metoda badania zjawisk nie poddających się manipulacji (np. inteligencja, doświadczenie, wychowanie w rodzinie),
- możliwość wykorzystania modelu EPF w sytuacji, kiedy ze względów etycznych lub technicznych niemożliwe jest zastosowanie modelu eksperymentalnego.

## Przykład badań
Jak podaje Brzeziński - dobrym przykładem badania EPF mogą posłużyć badania nad tzw. osobowością autorytarną prowadzone w latach czterdziestych XX w. pod kierownictwem Adorno.
Adorno z zespołem skupił się na koncepcji jednostki o antydemokratycznych poglądach na człowieka i społeczeństwo, jednocześnie zakładając, iż postawa ta wynika z jej tendencji emocjonalnych. Badanie miało wykazać czy taka osobowość istnieje, jak wygląda, na ile jest rozpowszechniona, jakie czynniki powodowały jej rozwój, co sprzyja powstaniu postawy antydemokratycznej oraz jakie siły działają sprzyjająco na jej powstanie w obrębie osobowości. Autorzy skłaniali się do przyjęcia założenia, że rozwój osobowości autorytarnej/antydemokratycznej w pewnym stopniu zależy od wychowania dziecka w rodzinie, a więc uwzględnili takie czynniki jak przynależność etniczna czy religijna, status ekonomiczny itp. Co za tym idzie - badano przyczyny, które w przeszłości wpłynęły na powstanie pewnych zjawisk, a więc mowa tu o typowym dla EPF przedmiocie badań.
Następnym krokiem było skonstruowanie kwestionariusza, za pomocą którego celowo i bez zastosowania zasady randomizacji wyodrębniono osoby w wysokim i niskim stopniu aprobujące poglądy antydemokratyczne, co jest charakterystyczną dla EPF metodą doboru osób badanych. Za pomocą skali analizującej poparcie lub odrzucenie ideologii antysemityzmu oraz skali etnocentryzmu podzielono badanych na dwie skrajne części oraz zbadano ich stosunek do przedstawicieli swojej i obcej grupy, a więc dokonano pomiaru zmiennej zależnej Y.
W fazie końcowej materiał empiryczny zebrany za pomocą wywiadów klinicznych oceniono pod względem występowania w około stu wcześniej ustalonych kategoriach operacyjnych. W rezultacie przeprowadzonych porównań niektóre kategorie zostały odrzucone jako nieróżnicujące grup. Jest to kolejnym kryterium wskazującym na model EPF - nie występuje tu manipulacja zmiennymi niezależnymi, a jedynie ich selekcja w kontekście istotności dla zmiennej zależnej Y.
Zmiennymi niezależnymi istotnymi dla zmiennej zależnej Y okazały się m.in.: tendencja do idealizowania rodziców, autogloryfikacja czy nacisk na konwencjonalną moralność.